# Richard Biefnot
Pour les articles homonymes, voir Biefnot.
Richard Biefnot, né le 24 mars 1949 à Mons et mort le 18 août 2020, est un homme politique belge wallon, anciennement membre du Parti socialiste.
Il est conseiller social et fiscal; objecteur de conscience reconnu (1972); président du Centre de délassement du Grand Large à Mons; président de l' IDEML'.
Il doit mettre un terme à l’ensemble de ses mandats à la suite d'une inculpation judiciaire dans le cadre d’une enquête internationale,  l'Opération Simone: le 18 mai 2009, il est inculpé pour détention d'images à caractère pédopornographique, mais laissé en liberté. Il est immédiatement exclu du PS et démissionne de son poste d'échevin de la ville de Mons.

## Carrière politique
- 1983-2009 : conseiller communal de Mons
  - 1982-1988 : échevin Sports et Jeunesse
  - 1989-1995 : premier échevin (fêtes, sports, économie)
  - 2001-2006 : premier échevin (cadre de vie)
  - 2006      : bourgmestre ff. (qqs semaines)
  - 2007-2009 : échevin (développement territorial et logement)
- 1995-1999 : député à la Chambre des représentants de Belgique, remplaçant Elio Di Rupo
- 1999-2004 : député au Parlement wallon et de la Communauté française de Belgique
- 2004-2009 : conseiller provincial de la province de Hainaut